# Heteropolygonatum xui
Heteropolygonatum xui là một loài thực vật có hoa trong họ Măng tây. Loài này được W.K.Bao & M.N.Tamura mô tả khoa học đầu tiên năm 1998.